# 怒江凤丫蕨
怒江凤丫蕨（学名：Coniogramme caudata var. salwinensis）为裸子蕨科凤丫蕨属下的一个变种。

## 扩展阅读
- 維基物種上的相關：怒江凤丫蕨